# Sofia Bertizzolo
Sofia Bertizzolo (Bassano del Grappa, Itàlia, 21 d'agost de 1997) és una ciclista italiana de carretera. Actualment milita a l'equip UAE Team ADQ.

## Palmarès en ruta
2014
- Campionats Europeus de l'UEC Junior
- Campiona d'Itàlia de ciclisme en ruta júnior

2015
- 1a Trofeu Da Moreno - Piccolo Trofeu Alfredo Binda

2018
- Millor classificada sub-23 a l'UCI Women's WorldTour 2018

2021
- 1a a La Classique Morbihan[1]

2022
- 1a al Trofeo Oro in Euro

2023
- Vencedora d'una etapa al Tour de Romandia

### Resultats a les Grans Voltes

#### Giro d'Itàlia
- 2016: 49a posició
- 2017: 25a posició
- 2018: 21a posició
- 2019: 54a posició
- 2020: 38a posició
- 2021: 44a posició
- 2022: 61a posició
- 2023: 57a posició